# 奥加尔·西埃姆潘杰拉
奥加尔·西埃姆潘杰拉（Ogar Siamupangila，1988年9月1日—），贊比亞女子羽毛球運動員。

## 簡歷
2015年6月，奥加尔·西埃姆潘杰拉出戰毛里裘斯國際賽，與尼日利亞選手格雷斯·加布里埃尔合作赢得女子雙打亞軍。
2017年8月，西埃姆潘杰拉參加蘇格蘭格拉斯哥舉行的世界羽毛球錦標賽，出戰女子單打項目，首圈就以0比2（6-21、8-21）不敵中華台北的陳肅諭出局。

## 主要比賽成績
只列出曾進入準決賽的國際賽事成績：
| 年份   | 賽事                   | 公開賽級別 | 項目     | 搭檔                 | 成績   |
| ------ | ---------------------- | ---------- | -------- | -------------------- | ------ |
| 2007年 | 全非運動會羽毛球比賽   | 其他       | 混合雙打 | Eli Mambwe           | 銅牌   |
| 2014年 | 博茨瓦納羽毛球國際賽   | 國際系列賽 | 女子雙打 | 布里奇特·沙米姆·班吉 | 亞軍   |
| 2015年 | 毛里裘斯羽毛球國際賽   | 國際系列賽 | 女子雙打 | 格雷斯·加布里埃尔    | 亞軍   |
| 2015年 | 贊比亞羽毛球國際賽     | 國際系列賽 | 女子雙打 | 格雷斯·加布里埃尔    | 準決賽 |
| 2015年 | 贊比亞羽毛球國際賽     | 國際系列賽 | 混合雙打 | 朱马·穆沃沃          | 亞軍   |
| 2015年 | 博茨瓦納羽毛球國際賽   | 國際系列賽 | 女子雙打 | 格雷斯·加布里埃尔    | 冠軍   |
| 2015年 | 博茨瓦納羽毛球國際賽   | 國際系列賽 | 混合雙打 | 朱马·穆沃沃          | 亞軍   |
| 2016年 | 羅斯希爾羽毛球國際賽   | 未來系列賽 | 女子雙打 | 伊芙琳·西埃姆潘杰拉  | 亞軍   |
| 2016年 | 烏干達羽毛球國際賽     | 國際系列賽 | 女子雙打 | 格雷斯·加布里埃尔    | 亞軍   |
| 2016年 | 烏干達羽毛球國際賽     | 國際系列賽 | 混合雙打 | Mabo Donald          | 準決賽 |
| 2016年 | 毛里裘斯羽毛球國際賽   | 國際系列賽 | 女子單打 | —                    | 亞軍   |
| 2016年 | 毛里裘斯羽毛球國際賽   | 國際系列賽 | 女子雙打 | 伊芙琳·西埃姆潘杰拉  | 亞軍   |
| 2016年 | 埃塞俄比亞羽毛球國際賽 | 國際系列賽 | 女子單打 | —                    | 亞軍   |
| 2016年 | 埃塞俄比亞羽毛球國際賽 | 國際系列賽 | 女子雙打 | 伊芙琳·西埃姆潘杰拉  | 亞軍   |
| 2016年 | 贊比亞羽毛球國際賽     | 國際系列賽 | 女子單打 | —                    | 亞軍   |
| 2016年 | 贊比亞羽毛球國際賽     | 國際系列賽 | 女子雙打 | 伊芙琳·西埃姆潘杰拉  | 冠軍   |
| 2016年 | 贊比亞羽毛球國際賽     | 國際系列賽 | 混合雙打 | 朱马·穆沃沃          | 亞軍   |
| 2016年 | 博茨瓦納羽毛球國際賽   | 國際系列賽 | 女子單打 | —                    | 準決賽 |
| 2016年 | 博茨瓦納羽毛球國際賽   | 國際系列賽 | 女子雙打 | 伊芙琳·西埃姆潘杰拉  | 亞軍   |
| 2016年 | 博茨瓦納羽毛球國際賽   | 國際系列賽 | 混合雙打 | 朱马·穆沃沃          | 準決賽 |
| 2017年 | 烏干達羽毛球國際賽     | 國際系列賽 | 女子雙打 | 伊芙琳·西埃姆潘杰拉  | 亞軍   |
| 2017年 | 非洲羽毛球錦標賽       | 其他       | 混合團體 | －                   | 季軍   |
| 2017年 | 埃塞俄比亞羽毛球國際賽 | 國際系列賽 | 女子雙打 | 伊芙琳·西埃姆潘杰拉  | 準決賽 |
| 2017年 | 埃塞俄比亞羽毛球國際賽 | 國際系列賽 | 混合雙打 | 朱马·穆沃沃          | 準決賽 |
| 2017年 | 博茨瓦納羽毛球國際賽   | 國際系列賽 | 女子單打 | －                   | 準決賽 |
| 2017年 | 贊比亞羽毛球國際賽     | 國際系列賽 | 混合雙打 | 朱马·穆沃沃          | 準決賽 |
| 2018年 | 烏干達羽毛球國際賽     | 國際系列賽 | 女子雙打 | 伊芙琳·西埃姆潘杰拉  | 亞軍   |
| 2018年 | 科特迪瓦羽毛球國際賽   | 國際系列賽 | 女子單打 | －                   | 準決賽 |
| 2018年 | 科特迪瓦羽毛球國際賽   | 國際系列賽 | 女子雙打 | 伊芙琳·西埃姆潘杰拉  | 冠軍   |
| 2018年 | 科特迪瓦羽毛球國際賽   | 國際系列賽 | 混合雙打 | 卡隆波·穆伦加        | 亞軍   |
| 2018年 | 博茨瓦納羽毛球國際賽   | 未來系列賽 | 女子單打 | －                   | 亞軍   |
| 2018年 | 博茨瓦納羽毛球國際賽   | 未來系列賽 | 女子雙打 | 伊芙琳·西埃姆潘杰拉  | 準決賽 |
| 2018年 | 贊比亞羽毛球國際賽     | 未來系列賽 | 女子單打 | －                   | 亞軍   |
| 2018年 | 贊比亞羽毛球國際賽     | 未來系列賽 | 女子雙打 | 伊芙琳·西埃姆潘杰拉  | 冠軍   |
| 2018年 | 贊比亞羽毛球國際賽     | 未來系列賽 | 混合雙打 | 朱马·穆沃沃          | 準決賽 |
| 2019年 | 烏干達羽毛球國際賽     | 國際系列賽 | 女子雙打 | 伊芙琳·西埃姆潘杰拉  | 準決賽 |
| 2019年 | 肯亞羽毛球國際賽       | 未來系列賽 | 女子雙打 | 伊芙琳·西埃姆潘杰拉  | 準決賽 |
| 2019年 | 贊比亞羽毛球國際賽     | 未來系列賽 | 女子單打 | 伊芙琳·西埃姆潘杰拉  | 準決賽 |
| 2020年 | 肯亞羽毛球國際賽       | 未來系列賽 | 女子雙打 | Gladys Mbabazi       | 準決賽 |
| 2022年 | 贊比亞羽毛球國際賽     | 未來系列賽 | 女子雙打 | 伊芙琳·西埃姆潘杰拉  | 準決賽 |
| 2022年 | 贊比亞羽毛球國際賽     | 未來系列賽 | 混合雙打 | Mark Banda           | 準決賽 |

| 2007-2017年 | 首要超級賽 | 超級賽 | 黃金大獎賽 | 大獎賽 | 國際挑戰賽 | 國際系列賽 | 未來系列賽 | 其他 |

| 2018-2026年 | 總決賽 | 超級1000賽 | 超級750賽 | 超級500賽 | 超級300賽 | 超級100賽 | 國際挑戰賽 | 國際系列賽 | 未來系列賽 | 其他 |

### 奧運會和世錦賽參賽紀錄
|          | 2017 |
| -------- | ---- |
| 女子單打 | 48強 |